# Waka (scheepstype)

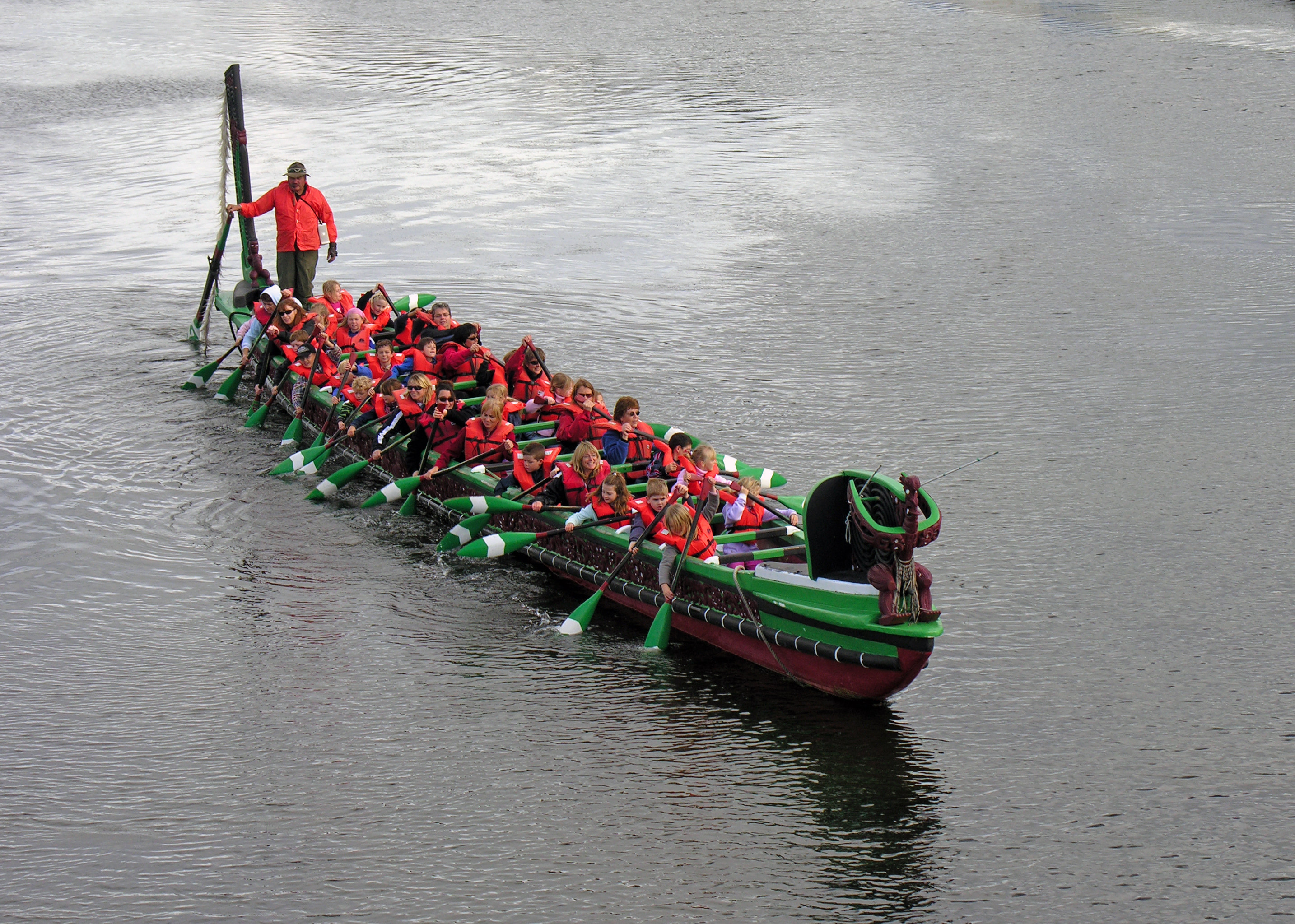

Waka’s zijn zeer veelvoorkomende schepen van de Maori’s. De waka tiwai’s waren kleinere schepen, bedoeld voor riviertransport en visserij. De waka taua kon echter 40 meter en groter worden en werd net als de meervoorkomende drua gebruikt voor oorlogsvoering.